# Acropora arabensis
Acropora arabensis is een rifkoralensoort uit de familie van de Acroporidae. De wetenschappelijke naam van de soort is voor het eerst geldig gepubliceerd in 1996 door Hodgson & Carpenter.